# Echinopleura cephalomagna
Echinopleura cephalomagna är en kräftdjursart som beskrevs av Saskia Brix 2006A. Echinopleura cephalomagna ingår i släktet Echinopleura och familjen Desmosomatidae. Inga underarter finns listade i Catalogue of Life.